# Chiesa di San Rocco (Napoli, Piscinola)
La chiesa di San Rocco è un luogo di culto cattolico di Napoli, nel quartiere di Piscinola.

## Storia
Durante la peste del 1656 alcuni nobili napoletani fecero voto a San Rocco, protettore contro questo tipo di epidemia, per salvarsi e, lasciando il centro cittadino, realizzarono le loro abitazioni in località Piscinola, decidendo di chiamare quel luogo "San Rocco". In seguito fecero erigere una cappellina in onore del santo francese. All'epoca la contrada apparteneva al Casale di Marianella.
Nel XIX secolo venne edificata una chiesa più grande, in stile neogotico, con accesso dalla nuova via Santa Maria a Cubito.